# Trhové Dušníky
Trhové Dušníky (en allemand : Trhowy Duschnik) est une commune du district de Příbram, dans la région de Bohême-Centrale, en Tchéquie. Sa population s'élevait à 443 habitants en 2020.

## Géographie
Trhové Dušníky se trouve à 2,5 km au nord du centre de Příbram et à 51 km au sud-ouest de Prague.
La commune est limitée par Bratkovice et Hluboš au nord, par Pičín et Suchodol à l'est, par Dubno au sud-est, par Příbram au sud, et par Lhota u Příbramě à l'ouest.

## Histoire
La première mention écrite de la localité date de 1321.

## Transports
Par la route, Trhové Dušníky se trouve à 4 km de Příbram et à 61 km de Prague.